# Ibn Majah
Abu ʻAbdillah Muhammad ibn Yazid Ibn Majah al-Rabʻi al-Qazwini of imam Ibn Majah (Qazvin, 824 – aldaar, 887/889) was een islamitische hadithverzamelaar en tafsiergeleerde van Perzische afkomst. Hij is voornamelijk bekend om zijn compilatie van de Hadith, die Soenan Ibn Majah wordt genoemd.

## Biografie
Ibn Majah werd geboren in Qazvin in het jaar 824 tijdens het kalifaat van de Abbasiden. Op zijn 22 jaar verliet hij zijn geboortestad en maakte hij lange reizen naar Irak, Egypte, Syrië en de Hidjaz om kennis op te doen bij grote geleerden en hadith te verzamelen. Na zijn reis verzamelde hij zijn leerlingen om zich heen en liet hen boeken schrijven. Hij verzamelde ongeveer 4000 Hadith (waarvan de meeste al in andere boeken staan), en bundelde ze in een boek, verspreid over 1500 hoofdstukken. Dit boek werd bekend als Soenan Ibn Majah en vormde een van de bronnen van de fiqh (islamitische jurisprudentie).
Hij stierf op waarschijnlijk op 63-jarige leeftijd in zijn geboortestad Qazvin.

## Werken
Ibn Majah schreef tijdens zijn leven een aantal boeken die een belangrijke rol spelen in de fiqh, waaronder:
- Soenan Ibn Majah: een collectie van Hadith
- Kitab al-Tafsir: een exegeseboek over de Koran
- Kitab al-Tarikh: een geschiedenisboek